# 麻醉風暴
《麻醉風暴》是一部2015年的臺灣電視劇，由曾瀚賢製作，蕭力修執導，黃健瑋、吳慷仁、許瑋甯和黃仲崑主演，2015年4月1日起至同年4月8日止於公共電視HD頻道首播，並於同月25日起於公視主頻播出，共6集。故事敘述麻醉醫師蕭政勳因為一起醫療疏失而遭到停職，追查之下發現背後牽涉了許多內幕，進而被捲入一場風暴之中。劇情涉及了醫療糾紛、醫療人球等臺灣醫療環境面臨的議題。
劇集在播出後佳評如潮，諸多麻醉科醫師都認為其寫實的程度超乎想像，麻醉科醫師侯文詠也盛讚該劇「讓台灣沈寂已久的醫療劇，浮現了新的風格與方向」。《麻醉風暴》更在第50屆金鐘獎中的迷你劇集類別拿下最佳迷你劇集、最佳男配角、最佳編劇與最佳導演四座獎項。

## 製作

### 主題
《麻醉風暴》改編自黃建銘參加中華民國文化部電視劇本徵文比賽的作品《惡火追緝》，該作品贏得第四屆電視節目劇本創作獎短篇組潛力獎。黃建銘原創的情節本屬推理警探劇，但考慮到拍攝成本，將主題改為醫療劇，探討醫師勞動環境與醫療資源問題。黃建銘以麻醉科醫師為故事主角，原因是手術過程中，麻醉醫生是十分重要卻常被忽略的角色。他閱讀資料時發現，麻醉醫生人數少，普遍過勞，工作量繁重。黃建銘完成劇情架構後，另一位編劇王卉竺加入，醫療顧問黃英哲醫師也參與討論，確認劇中的專業術語和醫療行為符合實情。
製作人曾瀚賢認為趨勢劇必須與在地社會連結，《麻醉風暴》結合了臺灣醫師過勞和人球事件的議題，切實反映台灣的醫療環境。該劇呼應臺灣醫療體系危機的情節引發諸多醫界人士共鳴，曾瀚賢也因此劇而接觸了不少醫界人士，他進而舉辦醫療講座和影展來突破虛構與現實的界線，促進醫療體系、一般民眾與政府部門的對話，喚醒社會對醫療環境的重視。
《麻醉風暴》是導演蕭力修的首部電視劇作品，內容包括醫療糾紛、醫師過勞、醫院成本控管、醫院評鑑、醫療人球和校園霸凌等。蕭力修亦在劇中加入推理情節，藉此反映出人性的黑暗，讓觀眾「一起思考生命的核心價值」。他希望表達即使身處不完美的體制、面對現實，也不能失去天真的心。

### 角色
男主角蕭政勳由黃健瑋飾演，包括他自己在內，在他所任職的仁欣醫院中僅有兩名麻醉醫師，因此他經常必須一肩扛起整棟醫院的麻醉工作。黃健瑋表示蕭政勳原本預定由吳中天出演，而自己原本預定演出配角葉建徳，但因為吳中天無法出演，黃健瑋因此成了主角。黃健瑋在拍攝期間幾乎整天待在醫院，逼迫自己在兩個星期內熟記醫學及麻醉學相關專有名詞，同時觀察麻醉醫師在現場忙碌的樣子。他希望能透過這部劇集向觀眾傳達醫療前線的狀態，也希望觀眾在看完劇後能對台灣醫護人員有更多的同理心。黃健瑋認為蕭政勳這個角色想要取回自己與社會的連結，也想要向自己與他人證明自己值得被愛。雖然在設定上，蕭政勳與楊惟愉是舊識，但劇中並沒有明示兩人的過去，為了讓角色的互動更完善，黃健瑋和許瑋甯一起設計了兩位角色過去的相處過程，甚至添加了許多編劇沒有設計的劇情。除此之外他也與飾演葉建德的吳慷仁進行了類似的討論，透過添加一些小細節，讓兩個角色的互動更為完整。整體而言，許瑋甯建立的是內在的情感，吳慷仁建立了外在的連結。
女主角楊惟愉由許瑋甯飾演，她是精神科醫師，也是蕭政勳的諮商師，雖然盡力地在他面前維持專業形象，但在蕭政勳崩潰後，楊惟愉的形象也為之轉變。許瑋甯表示自己與劇中角色相似，都是傾聽者。雖然楊惟愉是心理醫師，但角色的形象卻不是典型的心理醫師，而是內心也有問題的女生。她在劇中的造型是金色長髮、身穿緊身皮衣並駕駛重型機車，雖然此造型是以《龍紋身的女孩》的主角莉絲·莎蘭德做為參考，但其金色長髮的造型被認為與在《魔戒電影三部曲》裡奧蘭多·布魯飾演的勒苟拉斯很相似，而許瑋甯亦表示自己在片場的外號就是「神射手」。她為戲首次嘗試駕駛重型機車，雖然拍戲過程中曾因無法支持機車重量而被車壓傷腿部，但她認為女性騎重型機車是件很酷的事。為了飾演心理醫師，她參考了美國學者布芮尼·布朗的著作《脆弱的力量》，因為比起學習心理學專業知識，許瑋甯的準備更著重於瞭解人性脆弱的一面，她認為面對諸多病人的麻醉醫師具有難以承受的心理壓力，但社會大眾卻鮮少想到醫師自己也很需要被治療。
吳慷仁飾演八面玲瓏的保險業務員葉建徳，但劇情後期揭露他是為了報復陳顯榮並企圖改變體制的醫師。吳慷仁認為台灣的戲劇類型並不多元，太多描寫親情和愛情的作品，而《麻醉風暴》很吸引人、可能性很大，便接演了該部作品，他自認和劇中角色的共通點是對不公不義的事都感到憤世嫉俗。雖然這是吳慷仁首個不涉及戀愛情節的電視劇角色，但他表示偶像劇表達感情的方式太直白，不太具有人性，在《麻醉風暴》中不談感情反而輕鬆。他也表示由於劇集的節奏很快，角色的形象必須很鮮明，而如何透過劇組的集體創作達到這一點正是好玩之處，談到角色前後的反差，吳慷仁認為必須要先讓觀眾喜歡角色，否則到了後期，即使角色的行為合情合理也可能不吸引人。
醫院院長陳顯榮由黃仲崑飾演，陳顯榮乍看之下是剛正的院長，但卻與醫界的黑暗面有所牽連。他一方面為了通過評鑑而不擇手段，另一方面卻又為了改變體制而盡力爭取資源。蕭力修表示，當醫療行為涉及疏失或造成無法預期的傷害時，醫師必然面對這個問題；而陳顯榮在劇中的選擇是犧牲小我，完成大我。

### 拍攝
《麻醉風暴》單集的製作費約新台幣200萬元，全劇在醫院內取景拍攝。拍攝偶像劇通常較容易借到場地，因為能提升形象或發揮宣傳效果，但《麻醉風暴》是當時台灣觀眾不熟悉的職人劇，而且有關醫療權力鬥爭、貪腐、過勞等議題，許多醫院都拒絕合作，最終找到六、七家醫院拼接場景才完成。劇組也表示，台灣的醫院經常擠滿了人，因此大多只能用清晨時間拍攝，必須盡可能縮短工作時間。
導演蕭力修努力讓劇中的醫療程序不與現實脫節，希望得到醫療從業人員的認同，這是拍攝過程中較耗費精力的環節。為了避免出現錯誤，劇組邀請新北市三重板橋聯合醫院的麻醉科主任黃英哲和護理師何立珊擔任醫療顧問。他們事前替演員上課，拍攝醫院場景時他們也在旁指導並審視細節，包括手術所需的器材及流程，都是和顧問一起討論後才完成。例如拍攝第二集的手術過程時，演員必須嚴謹重現醫療顧問示範的動作，盡可能不遺漏任何細節，這幕戲雖然在劇中只占20分鐘，卻拍攝了18個小時才完成。
蕭力修表示，這是一群能量很強的演員，他們讓這部戲順利完成。他認為如果演員有自己的想法，那就應該給他們發揮空間，而不是全權由導演決定。他還表示如果有機會重拍，想找黃健瑋一起執導。

### 播出
《麻醉風暴》的完整劇集自2015年4月1日起至4月8日止於公共電視HD頻道播出，並在4月2日於Yahoo!奇摩影音平台播出首集，之後在同月25日起於公視主頻首播。此種罕見的做法是希望先透過網路累積聲量並讓評價發酵，建立一定口碑後再藉此拉抬主頻的收視率。LiTV 線上影視於2023年8月22日上架。

## 劇情大綱
| 總集數 | 集數 （季） | 公視HD頻道首播日期 | 公視主頻首播日期 |
| --- | ----------- | ------------------ | ---------------- |
| 1 | 1           | 2015年4月1日       | 2015年4月25日    |
| 向來秉持規範執業的仁欣醫院麻醉科醫師蕭政勳（黃健瑋飾）拒絕優先給待產的議長夫人進行無痛分娩而受到院長陳顯榮（黃仲崑飾）注意，陳顯榮便要他在自己主持的示範刀中執行麻醉。因為這場手術，蕭政勳和中學同學宋邵瑩（謝盈萱飾）重逢，她是病患兒子曾國章（馬力歐飾）的女友。另一方面，蕭政勳為了解決長期失眠和咳嗽的問題而找上精神科醫師楊惟愉（許瑋甯飾）問診，他表示自己反覆做同樣的夢。 |             |                    |                  |
| 2 | 2           | 2015年4月2日       | 2015年4月25日    |
| 在陳顯榮執行示範刀的手術過程中，病患併發罕見的惡性高熱，雖然蕭政勳及時投以單挫林卻仍回天乏術。術後檢討會將過失指向有長期失眠的蕭政勳，院方勒令他停職接受調查。處理手術理賠的保險業務員葉建徳（吳慷仁飾）認為客戶的死有蹊蹺，調查之後發現仁欣醫院近年內並沒有進單挫林，便與蕭政勳聯手，企圖揪出麻醉意外的真兇。 |             |                    |                  |
| 3 | 3           | 2015年4月3日       | 2015年5月2日     |
| 蕭政勳和葉建德喬裝成FDA主管及其秘書，從製藥廠套出仁欣醫院長期使用過期藥品和器材的情報，又從仁欣的藥師口中得知陳顯榮為了將醫院升格為醫學中心而在醫院各處縮減開支。雖然查到了諸多證據，但蕭政勳卻因為公開資料可能會影響醫院升格為醫院中心的目標而不打算將資料公開。隨著壓力日漸增大，蕭政勳的夢境也越來越清晰，楊惟愉指出他的困擾可能肇因於中學時被霸凌、遭逼迫猥褻宋邵瑩有關，而在治療的過程中，楊惟愉也發現自己對蕭政勳有好感，便不再擔任他的治療師。 |             |                    |                  |
| 4 | 4           | 2015年4月6日       | 2015年5月2日     |
| 在楊惟愉的建議下，蕭政勳找宋邵瑩釐清真相，才知道自己當年並沒有猥褻她，而是在危急時刻保護她，這讓蕭政勳得以釋懷，失眠與咳嗽的問題也化解了。在葉建德將資料提供給媒體後，大批記者包圍仁欣醫院，導致陳顯榮引咎辭職，這起事件也讓陳顯榮想起自己過去遭遇醫療人球事件而自殺的學生林宏任（王淮仲飾）。宋邵瑩意外在曾國章的持有物中發現其母親的保單，發現曾國章早知道他的母親有惡性高熱的家族病史，亦即積欠債務的曾國章可能涉及透過偽造文書來詐領保險金，她認為問題出在替曾國章在醫院內打通關節的人，並將線索告訴蕭政勳。 |             |                    |                  |
| 5 | 5           | 2015年4月7日       | 2015年5月9日     |
| 宋邵瑩回到家後發現曾國章的屍體，接到簡訊趕至的蕭政勳則被不明人士擊昏並嫁禍為殺死曾國章的兇手。清醒後的蕭政勳向楊惟愉求援，楊惟愉向他表露真情，一夜過後，蕭政勳透過仁欣護理師拉米（葉星辰飾）引出醫師王晨宇（許時豪飾），從他口中得知示範刀病患是葉建德向副院長吳自強（王自強飾）安排的，而殺害曾國章、擊昏宋邵瑩、陷害蕭政勳的也是葉建德。劇情揭示了葉建德的過去，葉建德曾是醫師，又是陳顯榮的學生，他與學弟林宏任一同因為人球事件被停職，雖然期盼著黑暗的醫院制度有改變的一天，但林宏任卻「等不到天亮」，受不了輿論壓力而自殺。葉建德便謀劃整樁計畫，將陳顯榮拉下台，而吳自強則繼任院長。葉建德憶起日內瓦宣言，何其諷刺。 |             |                    |                  |
| 6 | 6           | 2015年4月8日       | 2015年5月9日     |
| 在離開仁欣後，陳顯榮到山區的小醫院就職，蕭政勳找到他並告知事件原委，陳顯榮坦白自己是為了改革醫界體制而努力掌權，卻在追逐權力的過程中忘了醫生的本質。在陳顯榮執夜班期間，葉建德找上他並坦承計畫，又逼他大喊「我不配當醫生」以洩心頭之恨。此時因附近有巴士翻覆而突然有大量傷患入院，在見到佈滿走道的傷患慘狀、聽到昔日師長陳顯榮的呼喊後，葉建德再度回想起日內瓦宣言，回想起自己是個醫師，便和陳顯榮、蕭政勳聯手拯救傷患，而他與陳顯榮的心結也因此解開。在葉建德向警方自首後，三位醫師一起迎接天亮。 |             |                    |                  |

## 迴響
在《麻醉風暴》的預告影片推出後便受到不少網友讚賞，部分網友將之視為2006年醫療題材電視劇《白色巨塔》的後繼者，而在正式播出後亦是佳評如潮，根據公共電視自身公布的數據，《麻醉風暴》的平均收視率為0.39。影視網站娛樂重擊將之與《出境事務所》評為2015年臺灣電視劇的兩大支柱。《麻醉風暴》受到的讚譽包括劇情環環相扣，情節精巧、專業又細膩，巧妙結合推理與醫療的元素，犯案動機與臺灣醫療崩盤危機緊密結合。有評論指出，相較於《白色巨塔》著重於醫院內部政治的角力與權力的鬥爭，《麻醉風暴》描述了諸多台灣醫療環境的困境，也就是醫療從業人員的不足與過勞。臺灣麻醉科醫師、醫學題材小說《白色巨塔》的作者侯文詠在觀賞《麻醉風暴》之後十分驚豔，他形容那種驚豔就像「在黑暗中，發現了一盞燈」、「在沙漠裡面，看見了一座花朵盛開的花園」。侯文詠指出拍攝醫學劇的困難點之一是過於專業，但過於嚴肅又無法引起共鳴，而《麻醉風暴》的手術及麻醉細節十分寫實，劇情更是寫實地描繪了崩壞的醫療體系。台灣醫療勞動正義與病人安全促進聯盟理事、天主教聖馬爾定醫院麻醉科主任儲寧瑋讚賞《麻醉風暴》忠實呈現了醫療現場細節，他原本抱著找出劇中瑕疵的心態看戲，但在看了前兩集後對其講究的程度瞠目結舌，並表示劇中麻醉醫師的言行舉止與平時的自己如出一轍。不過他也批評劇中的精神科醫師與現實有些許差距，因此他建議拍攝一齣以精神科為主題的戲劇。媒體人麥若愚認為《麻醉風暴》不但不遜於美劇《急診室的春天》，更勝於當今的台灣電影。
除了點出臺灣醫界面臨的問題，《麻醉風暴》也引發電視娛樂圈工作者的反思。電影製片人葉如芬稱讚，在台灣現今的戲劇環境中，《麻醉風暴》與眾不同，不僅難得而且很有勇氣。侯文詠也認為《麻醉風暴》讓台灣沉寂已久的醫療劇，浮現了新的風格與方向。中正大學通識教育中心教授黃俊儒撰文評論，指出《麻醉風暴》是台灣戲劇自《白色巨塔》和《大醫院小醫師》後久違的醫療題材電視劇，因為此類知識性作品極仰賴專業和考證，往往令人卻步，才讓台灣充斥粗製濫造的鄉土劇和無病呻吟的偶像劇，或是把心電圖貼片貼到額頭上、插管像在喝珍珠奶茶一樣的荒誕劇情，而《麻醉風暴》的知識厚度正是讓它能言之有物、與眾不同的要素，但又沒有闡述大道理的菁英姿態。黃俊儒還指出此類「知識劇」能夠提供觀眾精神上的富足，理應有其市場，問題可能出在影視工作者。公視節目部經理丁曉菁指出，正因為《麻醉風暴》完全銜接了臺灣面臨的問題，是一部「有根」的作品，因此即使文化與情境不盡相同，故事同樣能打動國外的觀眾。她強調「台灣明明是充滿故事的寶地，但沒有人投資創作者，把這塊土地的故事寫出來」，並說明公視就如同投資人才的實驗室，而《麻醉風暴》就是在這樣的環境下誕生的迷你劇。
長庚醫院醫師劉育志認為《麻醉風暴》間接使得惡性高熱這種疾病更為人所知，他引用台灣麻醉醫學會的資料，指出全台灣四百七十餘家醫院中僅有廿二間醫院備有惡性高熱的的解藥單挫林，並譴責這種為了節省成本而罔顧病人性命的做法。而這部劇集亦使得一些麻醉醫師接受採訪或撰文論述，闡述麻醉醫師工作的甘苦以及臺灣醫師界面臨的困境。成大醫院實習醫師廖偉翔撰文評論，指出《麻醉風暴》除了反映現實問題，還提出一個亙古難題：「人要如何在體制下兼顧求生與良心」，並說明人在求生時忽略良知的行為就像是自我麻醉。
《麻醉風暴》走紅後，不但讓導演蕭力修名聲大噪，也讓劇中幾位主要演員受到矚目。台大麻醉科教授孫維仁醫師十分讚賞黃健瑋的演出，他甚至懷疑黃健瑋是專業的醫師兼差演出，並且想建議台灣麻醉醫學會頒發榮譽會員獎給他。媒體人麥若愚讚賞男配角吳慷仁的表演幅度很大，也有些網友則認為他在劇情後期比黃健瑋更搶戲，可以和黃健瑋一同角逐金鐘獎最佳男主角獎。

### 獎項
《麻醉風暴》在第50屆金鐘獎中入圍七個獎項，並贏得四個獎項，被認為是金鐘獎迷你劇集的最大贏家。
| 年份   | 獲提名         | 獎項                       | 結果 |
| ------ | -------------- | -------------------------- | ---- |
| 2015年 | 《麻醉風暴》   | 迷你劇集／電視電影獎       | 獲獎 |
| 2015年 | 黃健瑋         | 迷你劇集／電視電影男主角獎 | 入圍 |
| 2015年 | 吳慷仁         | 迷你劇集／電視電影男配角獎 | 獲獎 |
| 2015年 | 黃仲崑         | 迷你劇集／電視電影男配角獎 | 入圍 |
| 2015年 | 謝盈萱         | 迷你劇集／電視電影女配角獎 | 入圍 |
| 2015年 | 蕭力修         | 迷你劇集／電視電影導演獎   | 獲獎 |
| 2015年 | 黃建銘、王卉竺 | 迷你劇集／電視電影編劇獎   | 獲獎 |

## 續作
在劇集完結後，有不少人希望原班人馬能繼續演出第二季，而其續作《麻醉風暴2》在2016年開拍並遠赴約旦和敘利亞取景，自2017年9月9日起至同年10月28日止於公視主頻首播，共13集。《麻醉風暴2》的故事承接《麻醉風暴》的情節，描述前作劇情主線醫療人球案的幕後真相。劇集在上映前就因為遠赴約旦拍攝而受到矚目，劇中亦有不少引起關注的亮點，而結局則獲得了兩極的評價。

## 外部連結
- 官方网站－公視
- 麻醉風暴1 線上看 | YAHOO TV （页面存档备份，存于）
- 麻醉風暴的Facebook專頁
- 互联网电影数据库（IMDb）上《麻醉風暴》的资料（英文）
- 在Netflix上觀看《麻醉風暴》